# Guillaume Dufay

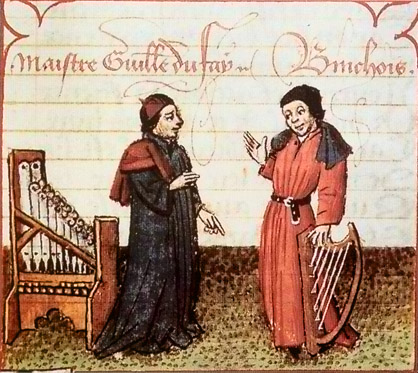
Guillaume Dufay (links) und Gilles Binchois, um 1440

Guillaume Dufay, auch Du Fay und Du Fayt, (* kurz vor 1400 in oder bei Cambrai [?]; † 27. November 1474 in Cambrai) war ein franko-flämischer Komponist, Sänger und Musiktheoretiker der frühen Renaissance.

## Leben und Wirken
Guillaume Dufays Herkunft und sein genaues Geburtsdatum konnten bisher noch nicht einwandfrei ermittelt werden. Seine Mutter, Marie Dufay (auch Marie Du Fayt; † 23. April 1444 in Cambrai), hat vermutlich ihre überwiegende Lebenszeit in Cambrai verbracht, wo sie ihrem Cousin Jehan Hubert dem Älteren († 12. Dezember 1424 in Cambrai) den Haushalt führte. Dieser Onkel Dufays war Baccaleureus des kanonischen Rechts und Kleriker an der Kathedrale zu Cambrai.
Dass Dufay in Cambrai geboren wurde, erscheint eher unwahrscheinlich; vielleicht stammte er aus einer von mehreren Ortschaften der näheren und weiteren Umgebung, die den Namen Fay tragen. In eine andere Richtung deutet der Bericht von Dufays Testamentsvollstrecker. Darin ist von Erwerbungen in seiner Heimat die Rede. Danach könnte Dufay aus Wodeque im Hennegau (heute Wodecq) oder Bersele (heute Beersel) stammen. Dass Dufay am 5. August 1397 zur Welt gekommen sei, wurde indirekt aus der Datierung seines Testaments und seiner Ordination geschlossen, lässt sich aber nicht beweisen. Die am frühesten erhaltenen Archivbelege deuten jedenfalls auf die späten 1390er Jahre hin. Über den Vater sind bisher keine Informationen gefunden worden. Ein Hinweis von 1431 darauf, dass Willermus dou Fayt das Kind eines Priesters und einer alleinstehenden Frau sei, lässt sich durch keine weiteren Dokumente bestätigen.

### Cambrai

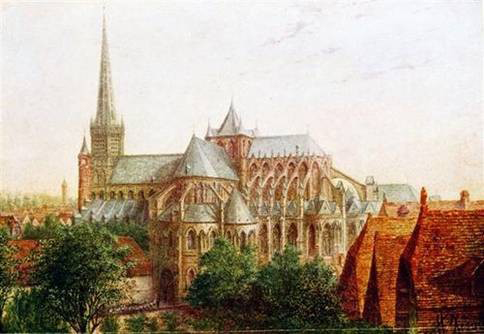
Die Kathedrale von Cambrai vor ihrer Zerstörung in den Wirren der Französischen Revolution; links vorne, von einem Baum verdeckt, die Maîtrise

Der erste zuverlässige biografische Beleg vom August 1409 betrifft seine wahrscheinlich von seinem Onkel Jehan Hubert in die Wege geleitete und durch Jehan Rogier de Hesdin vorbereitete Aufnahme als puer altaris (Kapellknabe) in die Maîtrise (Singschule) der Kathedrale von Cambrai, wo er bis 1414 Mitglied war. Dort erhielt er neben seiner Gesangsausbildung vermutlich auch einen fundierten musikalischen und musiktheoretischen Unterricht seitens der Maîtrisen-Leiter Nicholas Malin (Amtszeit 1392–1412) und Richard Locqueville (Amtszeit 1413–1418). Da Maîtrisen bevorzugte Institutionen waren, in denen illegitime Kleriker-Kinder Aufnahme fanden, erscheint der Hinweis auf Dufays Herkunft von 1431 durchaus plausibel.
Dufay bekam, eventuell als Auszeichnung, zwischen Juni 1411 und Juni 1412 ein Doctrinale, wahrscheinlich eine Kopie des allgemein so genannten, weit verbreiteten lateinischen Lehrgedichts Doctrina von Alexander de Villa Dei (* um 1170). Ab 1413/14 ist er als clericus altaris nachgewiesen und wurde in diesem Zeitraum mit einer Kaplanei betraut.

### Konstanzer Konzil
Vermutlich im Sommer oder Herbst 1414 verließ Dufay Cambrai und reiste im Gefolge von Kardinal Pierre d’Ailly (1350/59–1420), auch Kanzler der Universität Paris, oder seines Nachfolgers im Bischofsamt Jean de Lens († 1439) zur Teilnahme am Konzil von Konstanz (1414–1418). Hier empfing der junge Musiker bedeutsame Eindrücke von der damaligen Konzilskapelle wie auch von den teilnehmenden Kapellen von Gegenpapst Johannes XXIII. (Amtszeit 1410–1415) und von Papst Martin V. (Amtszeit 1417–1431). Solche Einflüsse sind in den frühen Kompositionen Dufays nachweisbar, auch Einflüsse des Komponisten Antonio Zachara da Teramo (1350/60–1413/16), der bis Ende 1413 als magister der Kapelle von Johannes XXIII. tätig war. Im Zuge dieser Eindrücke bekam er mit Sicherheit auch die ersten Erfahrungen in diplomatischen und kanonistischen Angelegenheiten, die später für ihn von größter Bedeutung wurden. Darüber hinaus begegnete er wohl einigen bedeutsamen Mäzenen aus der italienischen Familie Malatesta, insbesondere Carlo Malatesta da Rimini (1368–1429) und Pandolfo Malatesta da Pesaro (1390–1441) sowie dem späteren Bischof Louis Aleman (um 1390–1450) und dem 1417 auf dem Konzil gekrönten Papst Martin V., deren Hochschätzung er sich erwerben konnte.

### Cambrai und Italien I

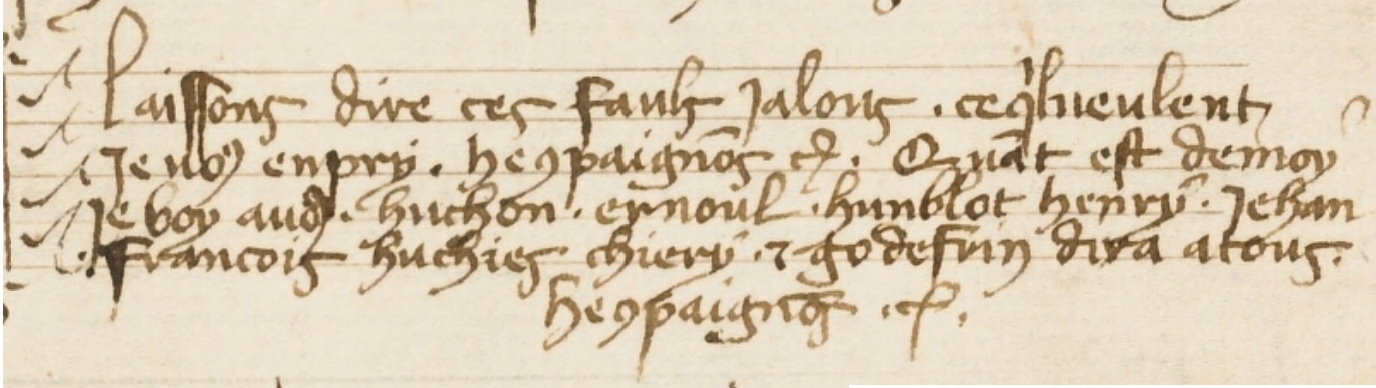
Ausschnitt aus He compaignons mit den Namen der compaignons.

Dufay verließ Konstanz – noch vor Ende des Konzils – im November 1417 aus unbekannten Gründen und kehrte nach Cambrai zurück, und zwar an die Kirche St. Géry. Dort wurde er 1418 zum Subdiakon geweiht. Noch vor 1420 brach er nach Italien auf, aus Motiven, die sicher auf seine Zeit in Konstanz zurückgehen, denn er trat bereits im Jahr 1419 sein erstes musikalisches Amt als Mitglied der Malatesta-Hofkapelle in Pesaro oder Rimini an. In Pesaro waren zu dieser Zeit bereits die Komponisten Arnold und Hugo de Lantins tätig. In welcher der beiden Städte Dufay wirkte, ist offen: Sein Rondeau He compaignons bezieht sich auf Kapellangehörige in Pesaro, doch er selbst ist im dortigen Mitgliederverzeichnis von 1423 nicht aufgeführt.

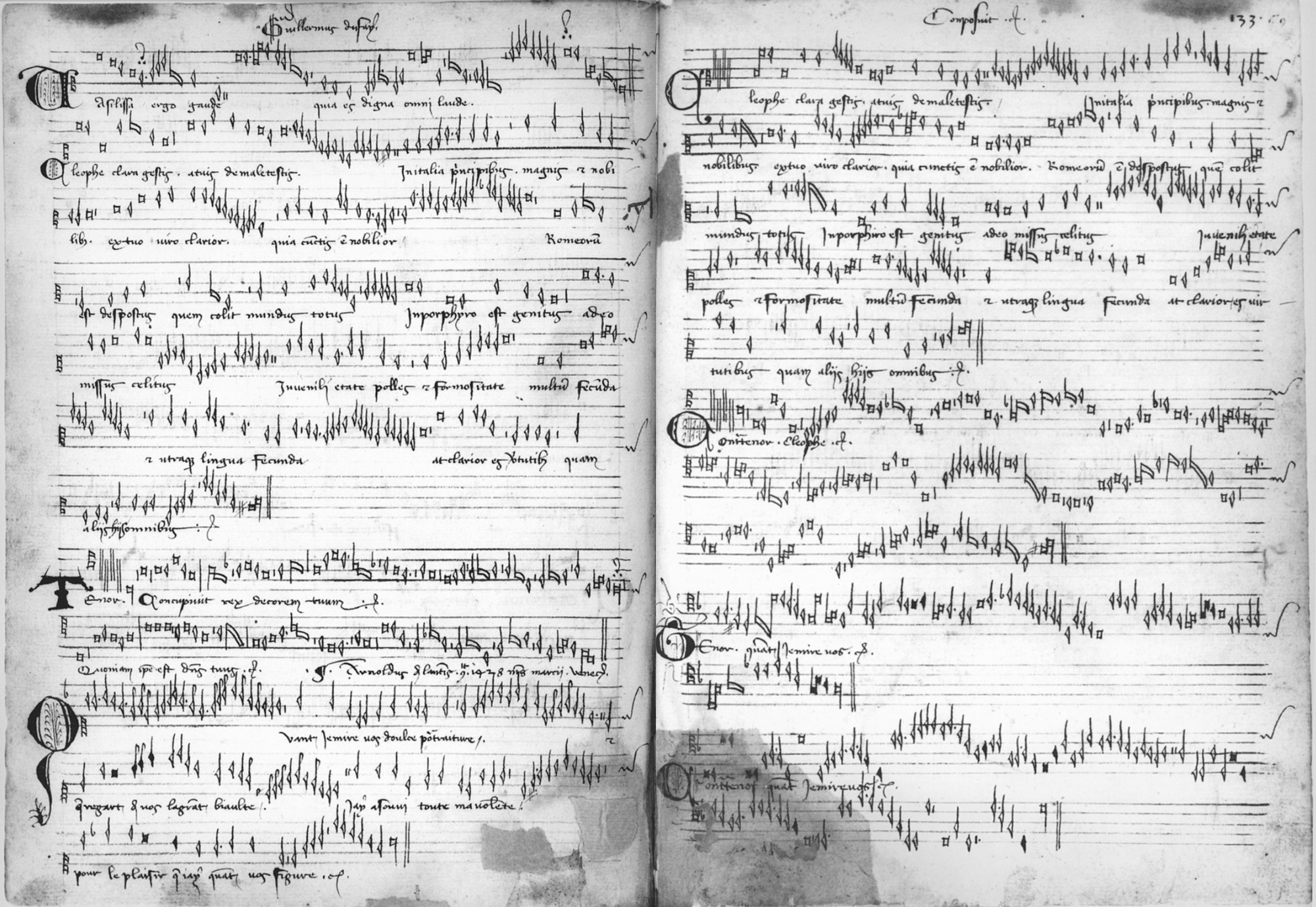
Guillaume Dufays Hochzeitsmotette Vasilissa, ergo gaude

Dufays Tätigkeit am Malatesta-Hof war von Anfang an mit größeren und wohl bisher vergleichslosen Kompositionsaufträgen verbunden, weil die Auftraggeber sich nicht mit den gewöhnlichen Aufgaben geistlicher Kapellsänger begnügten, sondern groß angelegte Motetten nach dem Vorbild der repräsentativen Musiken in Konstanz wünschten. Das erste solcher Werke ist Vasilissa ergo gaude, vermutlich bereits im Mai 1419 in Pesaro entstanden oder in der ersten Hälfte des Jahres 1420 in Rimini, jedenfalls vor der Abreise der zweiten Tochter von Pandolfo Malatesta, Cleofe Malatesta da Pesaro, zur Feier ihrer bevorstehenden Vermählung mit dem Herrscher von Morea, Theodoros II. Palailogos. In diesen Zusammenhang gehören auch die Motetten O gloriose tyro martir (zum Patronatstag des heiligen Theodor Tyro am 19. November 1419) und die Ballade Resvelliés vous (zur Hochzeit von Carlo Malatesta mit Vittoria Colonna 1423). Nach dem Ausbruch der Pest in Rimini 1425 sind Teile des Malatesta-Hofs 1425/26 offensichtlich nach Patras (Peloponnes/Griechenland) verlegt worden; dort hatte Pandolfo Malatesta da Pesaro, der hier 1424 zum Erzbischof gewählt wurde, die über dem Grab des Heiligen Andreas stehende Kathedrale wieder errichten lassen. Dufays Motette Apostolo glorioso nimmt sicher Bezug auf die Weihe dieser Kirche im Jahr 1426. Es gibt (auf Grund des Rondeaus Adieu ces bons vins de Lannoys von 1426) Vermutungen, Dufay habe etwa 1424 bis 1426 als Sänger an der Kathedrale von Laon (Nordfrankreich) gewirkt; diese lassen sich aber nicht belegen, so dass sein Verbleiben in den Diensten der Malatesta bis Ende 1426 angenommen werden kann.

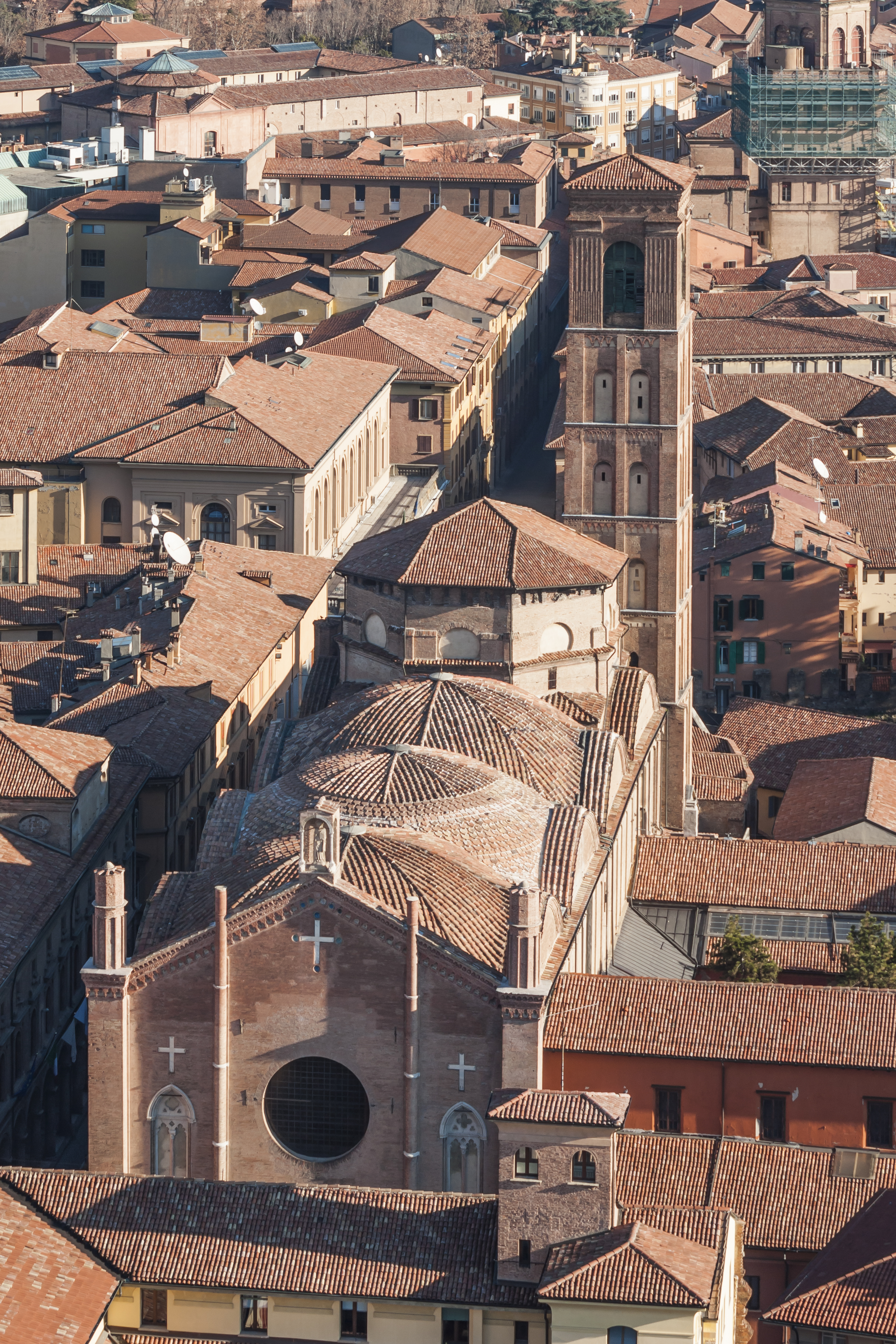
San Giacomo Maggiore in Bologna, Ort der Aufführung von Dufays Missa Sancti Jacobi

Spätestens zwischen Frühjahr 1427 und März 1428 stand Dufay in den Diensten von Louis Aleman in Bologna. Letzterer war 1424 zum päpstlichen Legat (Botschafter) ernannt worden und 1426 zum Kardinal. Es ist offen, ob Dufay hier mehr musikalische oder mehr administrative Aufgaben hatte. Etwa Anfang 1428 ist er in Bologna zum Priester geweiht worden. Höchstwahrscheinlich entstand in dieser Zeit (1427 oder 1428) auch Dufays bisher bedeutendste Messe, die Missa Sancti Jacobi für die Kirche San Giacomo Maggiore in Bologna. Im zweiten Halbjahr 1428 verließ er Bologna und ging nach Rom, wobei die Gründe im Dunkeln liegen, denn auch hier war um diese Zeit die Gefahr einer Pestepidemie zu erkennen.
Ab Dezember 1428 wurde er als Mitglied der cantores capelle pape in Rom geführt, und zwar bis Mai 1437, mit einer knapp zweijährigen Unterbrechung von Sommer 1433 bis Sommer 1435. Unter Papst Martin V., also bis 1431, hat er nach allem Anschein noch keine hervorgehobene Rolle gespielt. Nur die Motette O sancte Sebastiane, komponiert vermutlich 1428/29 anlässlich des Ausbruchs der Pest in Rom, gehört mit einiger Sicherheit in diese Zeit.

### Pfründen
Dokumente vom Ende der 1420er-Jahre bezeugen erstmals, dass Dufay mit Pfründen ausgestattet wurde, und zwar in Laon und in Cambrai (an St. Géry). Im April 1430 kam ein Kanonikat in Nouvion-le-Vineux hinzu. Diese Pfründen, denen sieben weitere folgten und die manchmal gleichzeitig und bisweilen ohne Präsenzpflicht wahrgenommen wurden, boten Dufay ein regelmäßiges Grundeinkommen und schließlich eine Altersversorgung neben den eher unregelmäßigen, nicht auf Dauer angelegten Zuwendungen aus seiner künstlerischen Arbeit als Sänger und Komponist an Fürsten-, Bischofs- und Papsthöfen.

### Italien II
Ein grundlegender Wandel entstand mit Beginn des Pontifikats des repräsentations- und prunkliebenden Papstes Eugen IV. in Rom und Florenz (Amtszeit 1431–1447), in dem erstmals eine systematische kuriale Musikpolitik mit der mensuralen Polyphonie betrieben wurde. Auf die letztgenannte Papstkrönung (11. März 1431) bezieht sich vermutlich die Motette Ecclesiae militantis.

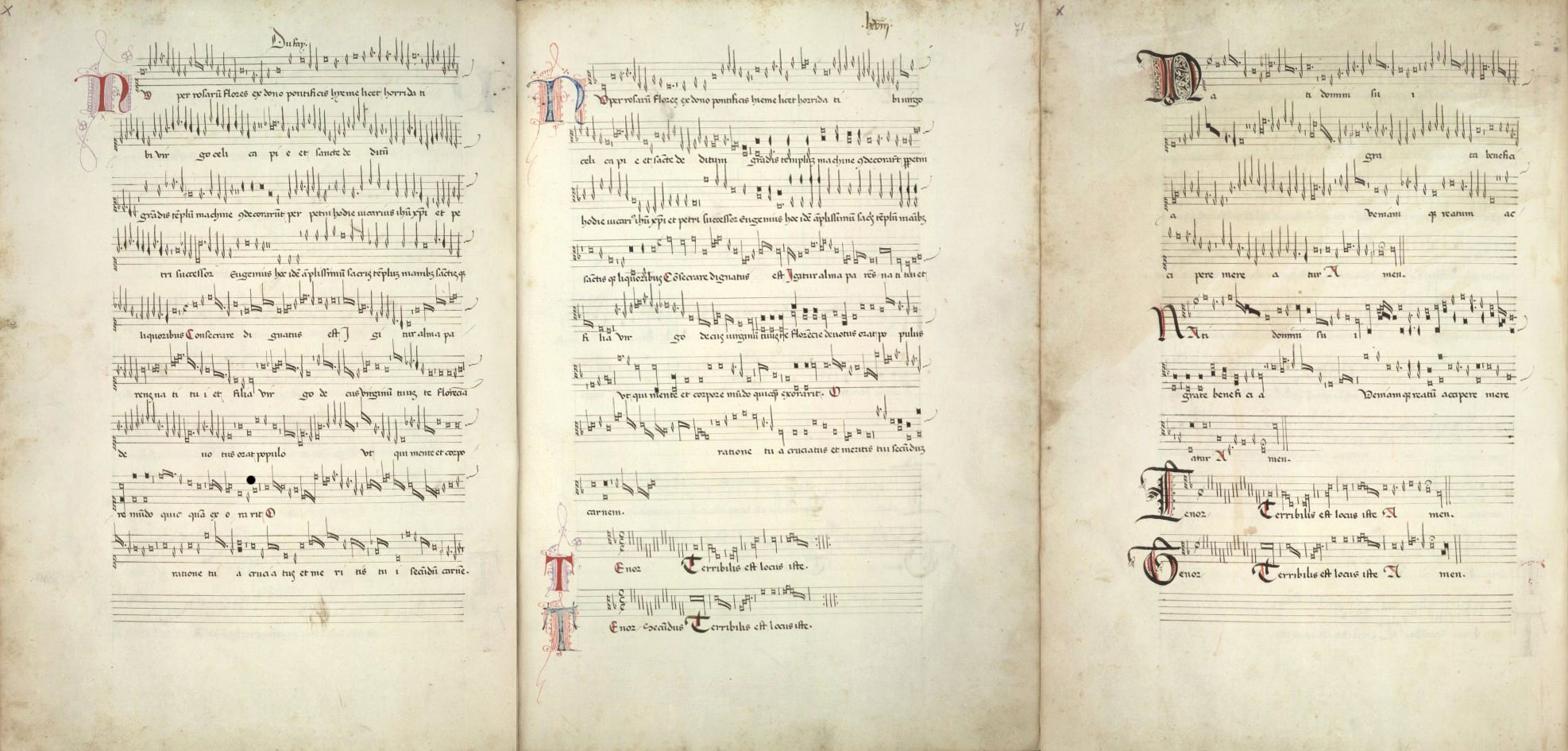
Guillaume Dufays Domweihmotette Nuper rosarum flores

Nachdem es in Papst Eugens Heimat Venedig üblich war, alle bedeutenden Ereignisse mit eigens dafür komponierter Musik auszustatten, ist sicher der Plan entstanden, dies unter seinem Pontifikat fortzusetzen, so dass das Schaffen Dufays in dieser Periode eine stattliche Reihe der bedeutendsten Werke aufweist. Hierzu gehören außer der erwähnten Krönungsmotette insbesondere Balsamus et munda (11. März 1431), Supremum est mortalibus zur Krönung des deutschen Kaisers Sigismund (31. Mai 1433), weiterhin Nuper rosarum flores zur Weihe des Doms zu Florenz (mit der berühmten Kuppel von Brunelleschi) am 25. März 1436. Die vier Abschnitte dieser Motette hat Charles Warren (1973) in ihrem Größenverhältnis mit den Proportionen von Langhaus, Seitenschiffen, Apsis und Kuppelhöhe des Domes in Beziehung gesetzt und auch weitergehende Entsprechungen zu Baumaßen des Salomonischen Tempels, Verhältniszahlen des Goldenen Schnitts und gematrischen Zahlwerten sprachlicher Ausdrücke vermutet. Solche Zahlenverhältnisse sind allerdings mehrfach angezweifelt worden.

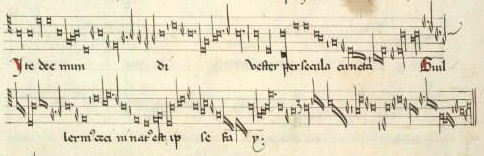
Selbstnennung Dufays in seiner Motette Salue flos tusce gentis, einem Lobpreis der Stadt Florenz und ihrer Bewohner:
Guillermus cecini natus est ipse fay ([ich,] Guillaume, ein geborener Fay, habe gesungen)

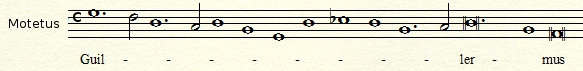
Guillermus im Motetus der Motette Salue flos tusce gentis (Exzerpt)

Außerdem entstanden die Motetten Salve flos tusce und Mirandas parit für unbekannte Anlässe in Florenz, sowie O beate Sebastiane anlässlich einer Pestepidemie 1437/38, vor der der Papsthof, wie zuvor schon Dufay, nach Ferrara geflüchtet ist.

### Wanderjahre – Niederlassung im Cambrai

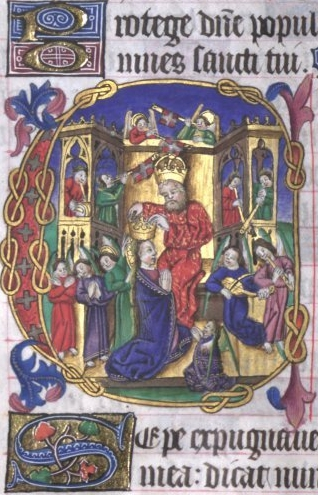
Musikanten und Sänger aus dem Stundenbuch des Herzogs Amadeus VIII., des Dienstherrn und Auftraggebers Guillaume Dufays

In der davorliegenden zweijährigen Unterbrechung von 1433 bis 1435 lebte Dufay am Hof des Herzogs von Savoyen in Chambéry und in seiner Heimat. Er reiste zunächst aus ungeklärten Gründen im Juli/August 1433 nach Savoyen und wurde dort spätestens im Februar 1434 zum Kapellmeister von Herzog Amadeus VIII. ernannt. In dieser Funktion blieb er bis zum Frühjahr 1435 und nahm sie spätestens ab 1452 wieder ein. Er kam in Kontakt mit der burgundischen Kapelle, als sich der burgundische Herzog Philipp der Gute (1419–1467) ebenfalls im Februar 1434 am savoyischen Hof aufhielt. Von dort aus besuchte Dufay im August 1434 seine Mutter in Cambrai. Welche Werke Dufays in die Savoyen-Zeit fallen, ist schwer zu entscheiden; eine größere Wahrscheinlichkeit spricht nur für die Ballade Se la face ay pale.
Die letzten Zahlungen des päpstlichen Hofs an Dufay datieren vom Mai 1437; er erhielt aber im gleichen Monat die erhebliche Summe von 20 Dukaten vom herzoglichen Hof in Ferrara, wodurch erstmals ein engerer Kontakt dorthin belegt ist; außerdem stand die Einberufung des Gegenkonzils von Ferrara unmittelbar bevor. Dufay reiste kurz darauf zur Tagung des Kathedralkapitels nach Lausanne und anschließend nach Chambéry, wo er erneut vom savoyischen Hof Geld erhielt. Es war die offenbar raffinierte Taktik Dufays, die es ihm ermöglichte, in den langjährigen kirchenpolitischen Streitigkeiten der damaligen Zeit nicht nur guten Kontakt zu allen Kontrahenten zu halten, sondern auch erhebliche wirtschaftliche Vorteile für sich zu gewinnen. Im April 1438 hielt sich Dufay als Repräsentant des Cambraier Kathedralkapitels auf dem Konzil von Basel (1431–1449) auf, scheint aber gleichzeitig der savoyischen Hofkapelle vorgestanden zu haben; dort muss er den Kontakt zum Herzogshaus ab November 1439 gelockert oder gelöst haben, nachdem Herzog Amadeus VIII. zum Gegenpapst Felix V. gewählt worden war, denn im Dezember ist Dufay wieder in Cambrai nachweisbar. Damit war ein über 20-jähriger, bewegter Lebensabschnitt mit Diensten an Fürsten-, Bischofs- und Papsthöfen und vielen Reisen zu Ende gegangen. Sein Ruhm hatte sich bis 1440 durch sein vielfältiges Wirken auf eine Weise gefestigt, die für das 15. Jahrhundert beispiellos war.
Die folgenden zehn Jahre in Cambrai waren geprägt von der Absicht, sich fest niederzulassen. Es gab nur noch kleinere Reisen. Im August 1445, gut ein Jahr nach dem Tod seiner Mutter, bezog er ein neues Haus und widmete sich mit vollem Einsatz seinem klerikalen Amt. Musikalisch war Cambrai in dieser Zeit weiterhin von großer Bedeutung, auch wegen der Anwesenheit von drei päpstlichen Kapellsängern sowie von Nicholas Grenon und Robert Anclou. Im Jahr 1446 wurde in Cambrai die gesamte Kathedralmusik reorganisiert; der Noten-Kopist Simon de Mellet († 1481) war bis zum Tod Dufays sein wichtigster Partner, denn zahlreiche musikalische Handschriften gehen auf seine Mitarbeit zurück. In diese Zeit fällt auch Dufays Entschluss, sich der Cantus-firmus-Messe zuzuwenden; auch Motetten sind entstanden, nur die großangelegte politische Repräsentationsmusik war nicht mehr aktuell.

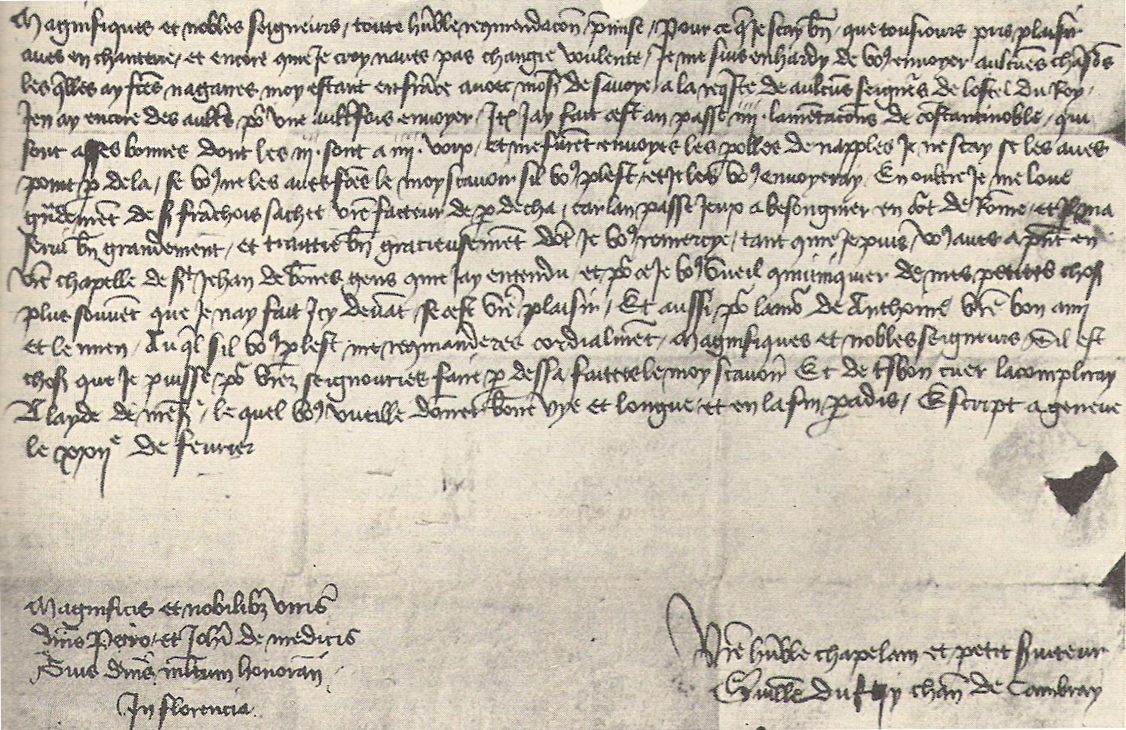
Guillaume Dufays Handschrift im einzig erhalten gebliebenen Brief an die Brüder Piero und Giovanni de’ Medici vom 22. Februar 1454 oder 1456. In seiner Unterschrift verwendete Dufay ein Notenrebus. Das fa seines Namens schrieb er als Note auf der Linie eines C-Schlüssels im hexachordum durum. Vergleiche das Notenrebus auf Dufays Epitaph (Bild unten).

Dufays Verbindung zum Haus Savoyen bestand jedoch weiter, und so kam es nach einer Italienreise im Jahr 1450, bezahlt vom savoyischen Hof, zu der brieflichen Bitte des Herzogs, wieder als Kapellmeister zu wirken. Archivarisch belegt ist solch eine Tätigkeit nicht, jedoch gibt es Belege für eine Reise nach Genf (Bischofssitz zu Savoyen gehörig) und Dufays Briefe an Piero und Giovanni de’ Medici nach Florenz; in Cambrai ist er erst wieder ab Ende 1458 nachweisbar. Hier übernahm er das (früher schon einmal ausgeübte) Amt des magister de petits vicaires; im Rahmen der Erneuerung der Kapitelsliturgie strebte er an, das eigene Werk zu sichten, zu dokumentieren und mit Ausnahmekompositionen anzureichern. Im Jahr 1460 förderte er den Komponisten Johannes Regis, 1464 lebte der Komponist Johannes Ockeghem zwei Wochen in seinem Haus. Die von Loyset Compère verfasste außergewöhnliche Huldigung Omnium bonorum plena aus dem Jahr 1468 verweist auf seinen Ruhm und war gleichzeitig eine Ehrbezeugung der französischen Hofkapelle.

### Tod in Cambrai

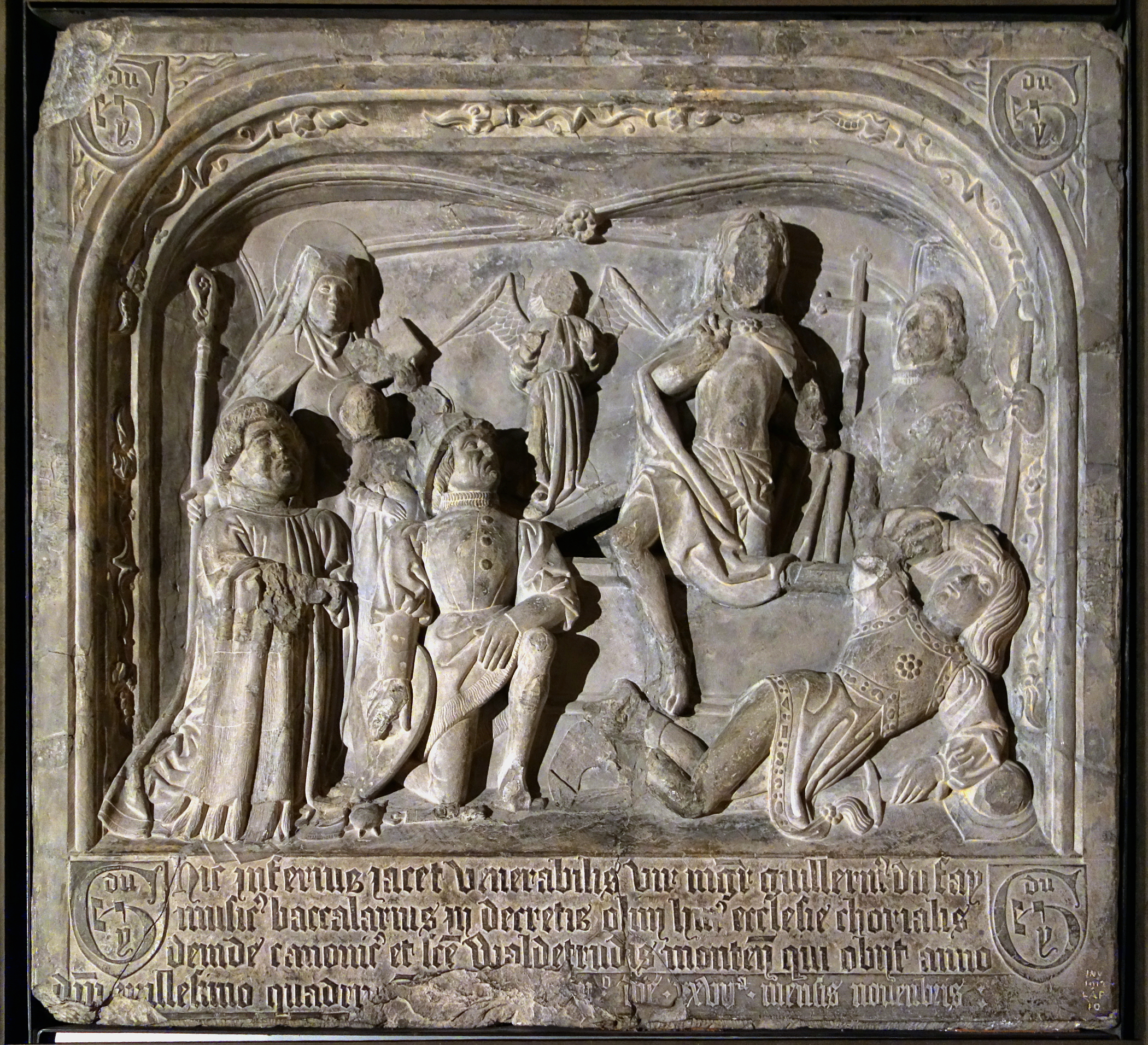
Guillaume Dufay auf seinem Epitaph (links kniend); die lateinische Inschrift verweist in erster Linie auf den musicus Dufay. In den Ecken des Epitaphs sitzt je ein Notenrebus:
G du fa y (das fa ≙ der Longa und dem Tonbuchstaben c auf der vom
G (= Guillermus) gebildeten Notenlinie des C-Schlüssels im hexachordum durum).

Mitte 1474 scheint Dufay schwer erkrankt zu sein, so dass im Juli sein Testament aufgesetzt wurde. Darin wünschte er, nach dem Empfang der Sterbesakramente den Hymnus Magno salutis gaudio und die Motette Ave regina celorum zu hören. In dieser vierstimmigen Motette wird das Ave regina celorum verwoben mit einem Miserere, in dem Dufay namentlich genannt und die Muttergottes (genetrix Domini) um Erbarmen und in Erwartung von Dufays Tod um die Fürbitte vor Gott gebeten wird. Dass diese Stücke dann erst zu seinem Requiem gesungen wurden, deutet darauf hin, dass sein Tod am Abend des 27. November 1474 unerwartet eingetreten ist. Sein materieller Nachlass war erheblich, und in seinem Testament waren viele Zeugnisse seiner weitgespannten Tätigkeit aufgelistet. Die auf den Tod von Dufay komponierten Lamentationen von Ockeghem, Antoine Busnois und Jean Hemart fehlen in der Überlieferung.

## Bedeutung
Die große Bedeutung von Guillaume Dufay besteht darin, dass er als Erster musikalische Elemente der Kunstmusik aus den Traditionen Frankreichs, der Niederlande, Englands und Italiens miteinander verschmolzen hat; auf diese Weise hat er eine musikalische Sprache geschaffen, die für die hohe Kunstmusik in ganz Europa für lange Zeit verbindlich war. Er ist die herausragende Gestalt der frühen franko-flämischen Musik. Die von ihm ausgehenden Tendenzen einer für die musikalische Entwicklung Europas grundsätzlich verbindlichen Mehrstimmigkeit wurden von den nachfolgenden Generationen dieser Musik in der Zeit der „Niederländer“, beispielsweise von Johannes Ockeghem, Jacob Obrecht und Josquin Desprez weiter verfolgt und erreichten ihren vorläufigen Abschluss im Werk von Giovanni Pierluigi da Palestrina und Orlando di Lasso.

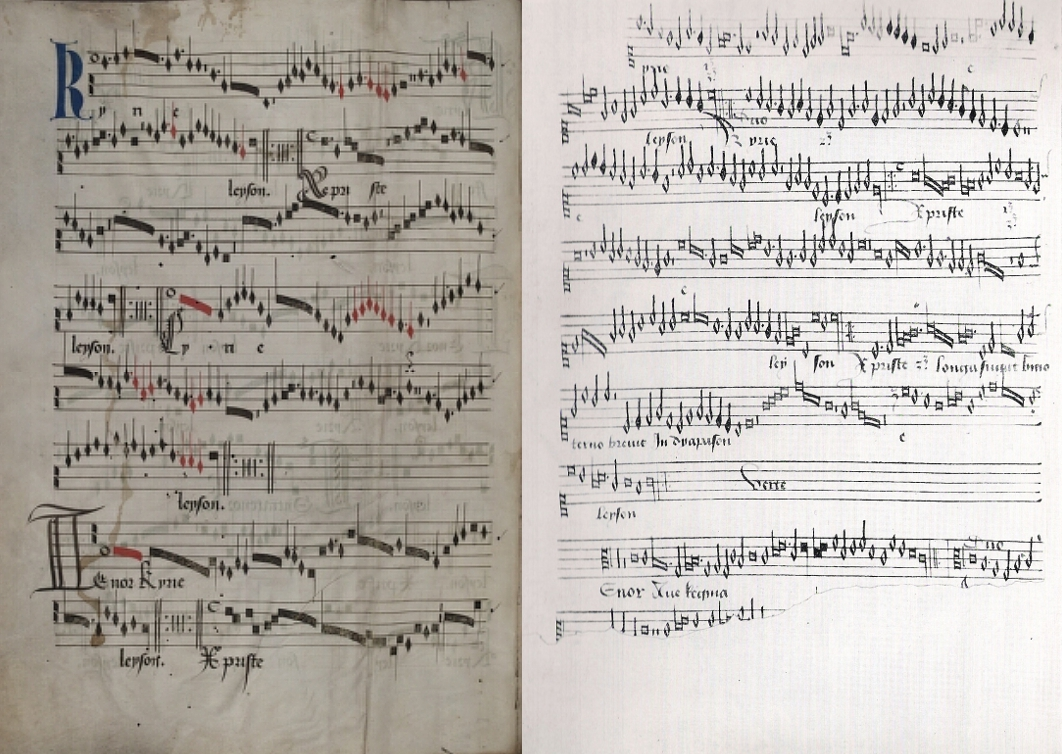
Vergleich der Schreibweisen zweier Kompositionen Guillaume Dufays. Links ein Kyrie in schwarzer Notation (ca. 1430–1440), rechts ein Kyrie in weißer Notation (ca. 1472)

Dufays Schaffen umfasst alle Bereiche der weltlichen und geistlichen Mehrstimmigkeit; als zentrale Gattungen dominieren bei ihm Chanson, Tenormotette und die Vertonung des Messordinariums. Während Chanson und Motette bei ihm eher rückwärts gewandt sind, weisen seine Messkompositionen deutlich in die Zukunft. In den meist dreistimmigen Chansons (etwa dem Liebeslied Adieu m’amour, einem Rondeau mit einer Hauptstimme und zwei Gegenstimmen) setzt Dufay die Tradition von Guillaume de Machaut fort, und auch die meist vierstimmige, zunächst isorhythmische Motette wurzelt in der französischen Ars nova. Seine zahlreichen Messesätze aus der früheren Zeit sind überwiegend im dreistimmigen, traditionellen Chansonsatz komponiert, dagegen sind seine großen vierstimmigen Messen der späteren Zeit (Se la face ay pale, L’homme armé, Ecce ancilla Domini, Ave regina celorum und andere) in den einzelnen Sätzen nach englischem Vorbild durch einen gleich bleibenden Cantus firmus im Tenor zu einem Zyklus verbunden; dies stellte etwas Neues dar und war für die Folgezeit maßgeblich. Dufay soll auch statt der früher üblichen schwarzen Noten die weißen eingeführt haben; auch andere Neuerungen in der Notation werden ihm (von Adam von Fulda) zugeschrieben.

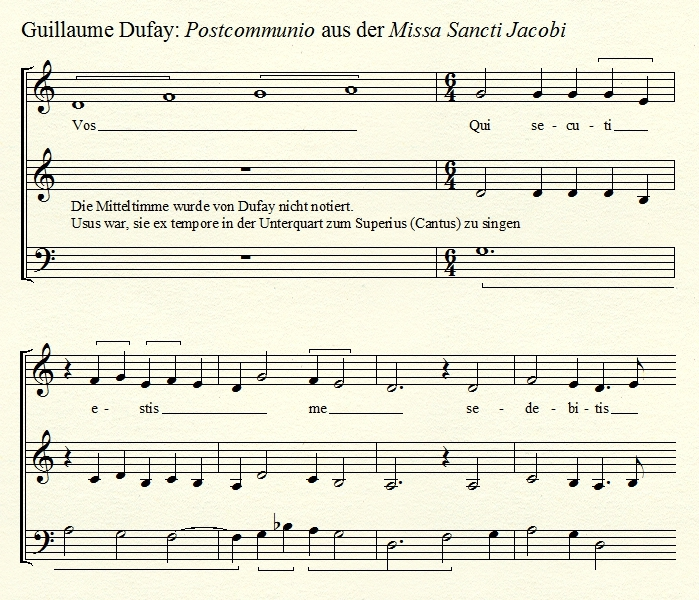
Bearbeiteter Ausschnitt aus der Postcommunio von Guillaume Dufays Missa Sancti Jacobi mit eingefügter, im Original nicht notierter Mittelstimme.

Anregungen aus England zeigen sich unter anderem im Fauxbourdon, der bei Dufay erstmals in dessen Missa Sancti Jacobi von 1427 auftaucht. In der Postcommunio wird zu einem von Dufay zweistimmig notierten Satz aus Superius und Tenor eine nicht notierte Mittelstimme gesungen, die dem Superior in parallelen Unterquarten folgt. Der Tenor bildet zum Superius im eigentlichen Kern des Satzes den Abstand einer Sexte oder eine Oktave, wobei im Durchgang manchmal auch Dissonanzen entstehen. Das Klangbild wird also insgesamt bestimmt von Sextakkorden und leeren reinen Quinten.
Der Einfluss der italienischen Trecento-Musik wird in gewissen melodischen und klanglichen Eigenschaften in Dufays Kompositionen erkennbar, insbesondere in quasi tonalen I-V-I-Schritten der tiefsten Stimme, die bei ihm jedoch mehr eine Ergänzungsstimme darstellt, im Gegensatz zur tonalen Funktion der Bassstimme (Generalbass) der Musik ab 1600.
Zu den weiteren Neuerungen gehören die Preisgabe der Isorhythmik und das „Einschmelzen“ der starren ornamentalen Floskeln, wie sie für die Ars nova typisch waren. Die immer stärkere Rücksichtnahme der einzelnen Stimmen aufeinander bei dennoch fortschreitender Selbständigkeit führen bei ihm zu einer immer strikteren Durchrationalisierung der musikalischen Schreibweise, wobei der Rhythmus in jeder Stimme in jedem Augenblick auf den melodischen und rhythmischen Verlauf der gesamten Komposition bezogen ist. Auf diese Weise ist Dufays Musik das erste europäische Zeugnis einer echten „Mehrstimmigkeit“ im uns vertrauten Sinne mit einer zeitlichen Fernwirkung für Jahrhunderte.

## Werke (summarisch)
Dufays etwa 200 erhaltenen Kompositionen umfassen geistliche und weltliche Werke. Seine gesamte geistliche Musik ist vokal, obwohl es möglich ist, dass Instrumente zur Verstärkung und zum Ersatz von Gesangsstimmen eingesetzt wurden. Auch die Rondeaus, Balladen und andere Formen weltlicher Werke sind nie rein instrumental gesetzt.
Das für Dufays Zeit quantitativ singuläre Œuvre ist nur bruchstückhaft überliefert. Außer einigen Abschriften im Codex Tr87 gibt es keine Aufführungsmanuskripte. Direkt aus den Wirkungsorten Dufays haben sich keine Quellen erhalten. Dennoch dokumentieren die erhaltenen Quellen – allesamt Abschriften, nahezu stets in Sammelhandschriften – ein reichhaltiges Œuvre, lassen aber nicht zu, über die Gattungsvielfalt und die Chronologie der Werke abschließend zu befinden.
- neun vollständige Messen, davon zwei verschollen
- neun Messe-Satzpaare (Kyrie-Gloria, Gloria-Credo, Sanctus-Agnus und andere)
- 19 Messe-Einzelsätze (Kyrie, Gloria)
- sechs Proprien
- 14 isorhythmische Motetten
- neun nicht-isorhythmische Motetten, davon zwei verschollen
- zwei Motetten-Chansons
- 15 Antiphonen
- neun Sequenzen, davon eine verschollen
- 33 Hymnen, davon zwei verschollen
- zwei Benedicamus Domino
- fünf Magnificats, davon eines verschollen
- ein 1-stimmiger Choral
- zwei lateinische weltliche Chansons
- vier italienische Ballate
- eine Stanza di canzone
- drei italienische Rondeaux
- elf französische Balladen
- 59 französische Rondeaux
- vier Virelais
- vier Lamentationen, anlässlich des Falles von Konstantinopel (1453), davon drei verschollen

In den musikwissenschaftlichen Verzeichnissen finden sich außerdem:
- 36 Zuschreibungen und Werke zweifelhafter Echtheit
- 18 nicht authentische Werke (Dufays Autorschaft ist unwahrscheinlich bzw. ein anderer Autor ist relativ sicher)

Musiktheoretische Schriften (verschollen)
- Musica, zitiert in Biblioteca Palatina [I-PAp] MS 1158.[24]
- Tractatus de musica et de proportionibus, erwähnt bei Fétis.[24]

Ein detailliertes Werkverzeichnis mit Angabe der Quellen und Ausgaben findet sich in Laurenz Lütteken: Dufay, Guillaume. In: Ludwig Finscher (Hrsg.): Die Musik in Geschichte und Gegenwart. Zweite Ausgabe, Personenteil, Band 5 (Covell – Dzurov). Bärenreiter/Metzler, Kassel u. a. 2001, ISBN 3-7618-1115-2, Sp. 1510–1550, hier Sp. 1518–1541 (Online-Ausgabe, für Vollzugriff Abonnement erforderlich).
- Siehe auch: Weblinks zu den Quellen